# Глизе 3470
Глизе 3470 — звезда в созвездии Рака. Находится на расстоянии ок. 100 световых лет (30 парсек) от Солнца.
Глизе 3470 является красным карликом спектрального класса M1,5. Имеет массу равную 0,539 массы Солнца и радиус равный 0,547 радиуса Солнца. Возраст звезды оценивается в 1,6 млрд лет, металличность — 0,2 Fe/H.
По меньшей мере одна экзопланета была обнаружена на орбите у Глизе 3470 на расстоянии 0,031 а.е. GJ 3470 b представляет собой мини-Нептун, который обращается вокруг материнской звезды за 3,3 дня.
В июле 2020 года группа астрономов-любителей из проекта «Охота на обитаемую экзопланету» сообщила об открытии в системе Глизе 3470 нового кандидата в экзопланеты размером с Сатурн, находящегося в обитаемой зоне, а также о двенадцати пробных транзитах от ещё не охарактеризованных экзопланет в этой же системе. Если открытие подтвердится, GJ 3470 c станет второй экзопланетой, открытой астрономами-любителями, после KPS-1 b, обнаруженной учёными Уральского государственного технического университета с использованием любительских данных.